# Эдвардс-Хилейр, Клайд
Клайд Эдвардс-Хилейр (англ. Clyde Edwards-Helaire, 11 апреля 1999, Батон-Руж, Луизиана) — американский футболист, раннинбек клуба НФЛ «Канзас-Сити Чифс». Победитель национального студенческого чемпионата 2019 года в составе команды университета штата Луизиана.

## Биография

### Семья и ранние годы
Клайд родился 11 апреля 1999 года в Батон-Руже в штате Луизиана. Он воспитывался своей матерью Тонге и отчимом Шенноном Хилейром. Фамилию Эдвардс носит его биологический отец, который вскоре после рождения сына был осуждён за хранение наркотиков. Двойную фамилию он взял в возрасте 14 лет в знак уважения к Клайду-старшему. Отношения с отцом Клайд поддерживает с момента его выхода из тюрьмы в 2014 году. 
В детстве его любимым игроком был Барри Сандерс, некоторые технические приёмы которого Клайд затем использовал сам. Он учился в Католической старшей школе Батон-Ружа, играл за её футбольную команду. В выпускной год он набрал на выносе 496 ярдов с 10 тачдаунами и вошёл в тройку самых перспективных бегущих Луизианы по версии канала ESPN.

### Любительская карьера

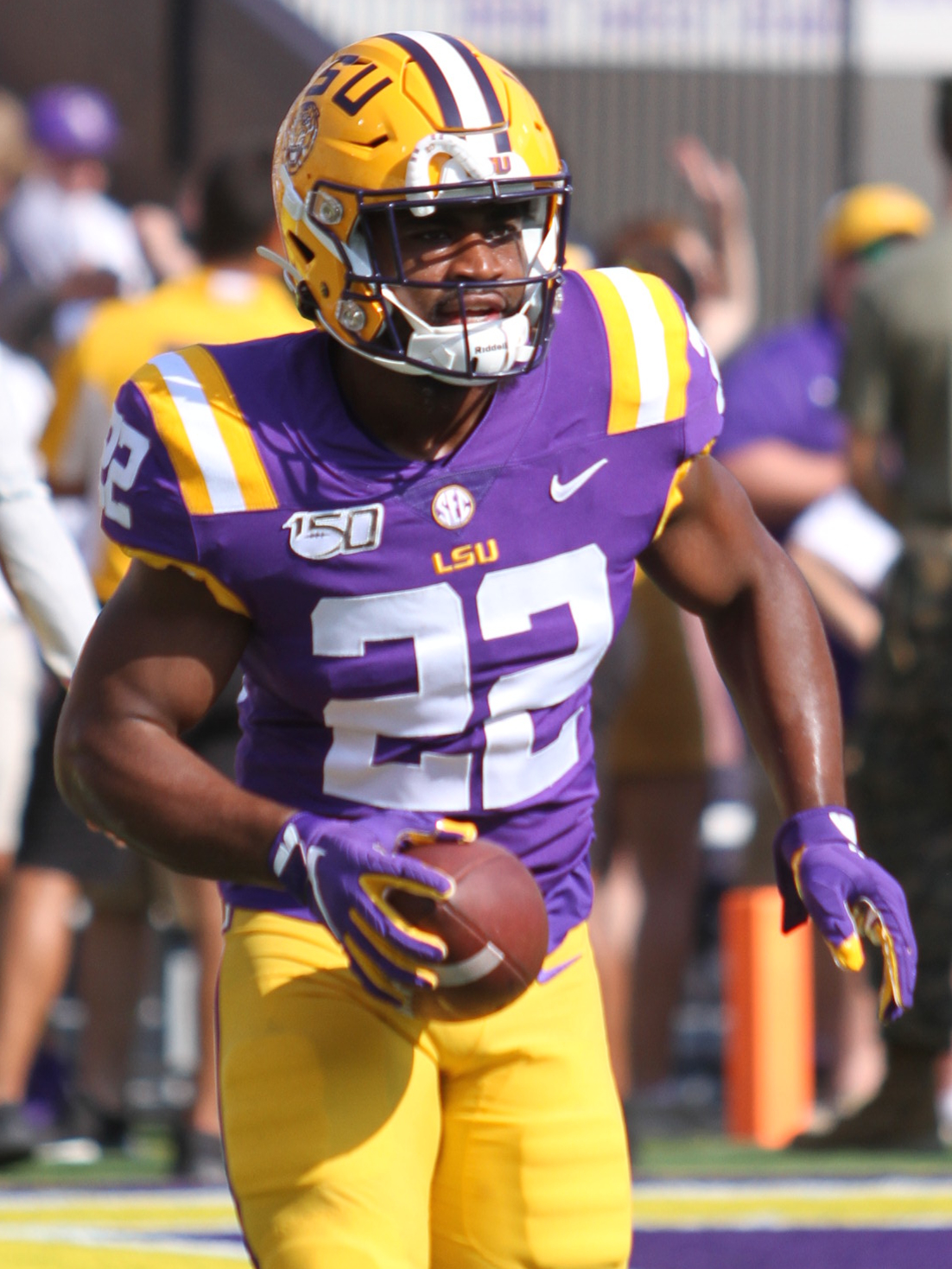
2019 год

В чемпионате NCAA Эдвардс-Хилейр дебютировал в сезоне 2017 года. Он сыграл во всех тринадцати матчах «ЛСЮ Тайгерс», преимущественно выходя на поле в составе спецкоманд. С 2018 году его начали регулярно задействовать в нападении, в тринадцати играх сезона Клайд набрал 658 выносных ярдов с 7 тачдаунами. Дважды по ходу турнира он набирал более 100 ярдов за игру. Кроме того, он оставался основным специалистом по возврату начальных ударов. 
С 2019 года Клайд стал игроком стартового состава. Он сыграл во всех пятнадцати матчах «Тайгерс», лишь в одном выйдя на поле по ходу матча из-за небольшой травмы. Вместе с командой он стал победителем национального чемпионата. В финальной игре против «Клемсона» Эдвардс-Хилейр набрал 110 ярдов на выносе и 54 ярда на приёме. Всего за сезон он набрал выносом 1 414 ярдов с 16 тачдаунами, и добавил к ним 453 ярда на приёме. По итогам года Клайд вошёл в число претендентов на награду имени Пола Хорнанга, вручаемую самому разностороннему игроку студенческого футбола. Также он получил приз MVP команды и вошёл в символическую сборную конференции SEC. От возможности провести в колледже четвёртый сезон Эдвардс-Хилейр отказался.

#### Статистика выступлений в NCAA
| Сезон | Команда     | Игры | Приём | Приём | Приём | Приём | Вынос | Вынос | Вынос | Вынос |
| Сезон | Команда     | Игры | Rec   | Yds   | Y/A   | TD    | Att   | Yds   | Y/A   | TD    |
| ----- | ----------- | ---- | ----- | ----- | ----- | ----- | ----- | ----- | ----- | ----- |
| 2017  | ЛСЮ Тайгерс | 13   | 3     | 46    | 15,3  | 0     | 9     | 31    | 3,4   | 0     |
| 2018  | ЛСЮ Тайгерс | 13   | 11    | 96    | 8,7   | 0     | 146   | 658   | 4,5   | 7     |
| 2019  | ЛСЮ Тайгерс | 15   | 55    | 453   | 8,2   | 1     | 215   | 1 414 | 6,6   | 16    |
| Всего | Всего       | 41   | 69    | 595   | 8,6   | 1     | 370   | 2 103 | 5,7   | 23    |

### Профессиональная карьера
Перед драфтом Клайд оценивался как один из самых прогрессирующих раннинбеков 2019 года. Обозреватель Bleacher Report Мэтт Миллер отмечал, что в университете его часто задействовали в пасовом нападении против корнербеков и сэйфти высокого уровня. К плюсам игрока относили большой опыт игры в системе нападения, близкой к профессиональному футболу, владение всеми видами маршрутов, хорошую стартовую скорость и способность обыграть оппонента одним движением, низкий центр тяжести и устойчивость, позволявшие стоять на ногах после контакта с защитником. Среди минусов назывались нехватка дистанционной скорости и небольшие габариты, которые не позволяют ему в полной мере играть роль блокирующего или за счёт силы продавливать плотную оборону. Также высказывались определённые опасения по поводу игрового опыта Эдвардса-Хилейра, который на студенческом уровне в стартовом составе провёл лишь один сезон. 
Эдвардс-Хилейр был задрафтован клубом «Канзас-Сити Чифс» в первом раунде под 32 номером. Он стал единственным раннинбеком, который был выбран в первый день драфта 2020 года. Двадцать первого июля он подписал с клубом четырёхлетний контракт новичка, сумма соглашения составила 10,8 млн долларов. В августе, после отказа от выступлений в 2020 году основного бегущего команды Дэмиена Уильямса, Клайд стал одним из основных претендентов на место в стартовом составе. За «Чифс» он дебютировал в матче первой игровой недели регулярного чемпионата против «Хьюстона», набрав на выносе 138 ярдов с тачдауном.

#### Статистика выступлений в НФЛ

##### Регулярный чемпионат
| Сезон | Команда          | Игры | Приём | Приём | Приём | Приём | Вынос | Вынос | Вынос | Вынос |
| Сезон | Команда          | Игры | Rec   | Yds   | Y/A   | TD    | Att   | Yds   | Y/A   | TD    |
| ----- | ---------------- | ---- | ----- | ----- | ----- | ----- | ----- | ----- | ----- | ----- |
| 2020  | Канзас-Сити Чифс | 1    | 0     | 0     | 0,0   | 0     | 25    | 138   | 5,5   | 1     |
| Всего | Всего            | 1    | 0     | 0     | 0,0   | 0     | 25    | 138   | 5,5   | 1     |

* На 11 сентября 2020